# Cochise
För andra betydelser, se Cochise (olika betydelser).

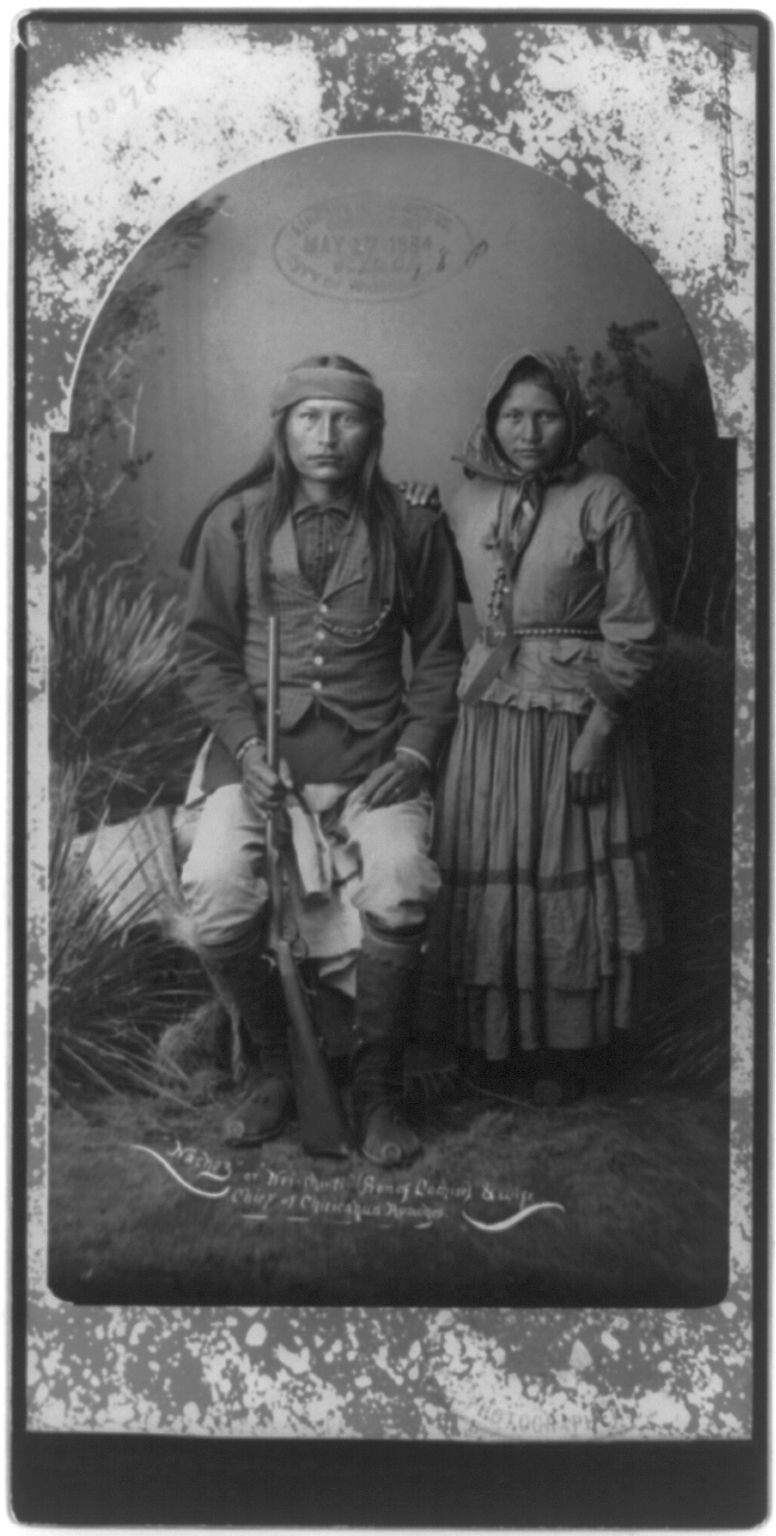
Naiche (Weichiti), Cochises son, med hustru cirka 1884.

Cochise, född cirka 1812, död 9 juni 1874, var en ledare bland Chiricahuaapacherna. Cochise hade en nyckelroll under Apachekrigen, han ledde ett uppror mot den amerikanska regeringen som började 1861 och fortsatte fram till ett fredsfördrag 1872. 
Cochise County, Arizona är uppkallad efter honom.

## Ledarskap bland Chiricahuaapacherna
Historiska ledare bland Chiricahuaapacherna, som Cochise, Mangas Coloradas och Geronimo har felaktigt betecknas som hövdingar för ett band eller till och med som hövding för alla Chiricahuas, men de var i själva verket enbart ledare för en lokal grupp inom ett band. Även inom den lokala gruppen var deras ledarskap inskränkt. De var utan tvekan den lokala gruppens mest inflytelserika person, men kunde inte utöva någon tvingande makt. 
De flesta beslut fattades efter överläggningar med den lokala gruppens familjeöverhuvuden. Ledarskapet var inte ärftligt och måste hela tiden bekräftas av de lokala gruppmedlemmarna som inte var tvingade att lyda.